# Pohnpei
Pohnpei (anteriormente conocida como Ponapé o Ascensión, derivado del proto-chúukico-pohnpeico *Fawo ni pei, que significa "sobre (pohn) un altar de piedra (pei)") es una isla de las Islas Senyavin que forman parte de las Islas Carolinas. Pertenece al estado de Pohnpei, uno de los cuatro integrantes de los Estados Federados de Micronesia (EFM). Los principales centros de población de Pohnpei son Palikir, la capital de los EFM, y Kolonia, la capital del estado de Pohnpei. La isla de Pohnpei es la más grande, con un área de 334 km2, la del punto más alto, de 782 m, la más poblada, con 36.832 habitantes, y la isla más desarrollada de los Estados Federados de Micronesia.
Pohnpei alberga los megalitos y la ciudad en ruinas de Nan Madol, construida a partir de islas artificiales frente a la costa este de la isla a partir del siglo VIII o IX. Importante sitio arqueológico, fue declarado sitio histórico nacional en 1985.
Pohnpei alberga una gran cantidad de biodiversidad. Es uno de los lugares más húmedos de la Tierra, con precipitaciones anuales registradas que superan los 7600 mm cada año en ciertos lugares montañosos. De esta isla es el árbol ka (Terminalia carolinensis), que se encuentra solo en Pohnpei y en Kosrae.

## Geografía
El punto más alto de la isla es el monte Nanlaud con 772 o 782 metros. En Pohnpei se hallan varias docenas de especies de aves, incluidas cuatro especies endémicas: el lorito de Ponapé, el abanico de Ponapé, el monarca de Ponapé y el anteojitos piquilargo. Se cree que una quinta especie endémica, el estornino de Ponapé, se extinguió recientemente.
Los únicos reptiles terrestres son unas pocas especies de lagartos. En un principio, los únicos mamíferos de la isla eran los murciélagos. Posteriormente, se introdujeron cerdos, ratas y perros; los cerdos se han vuelto salvajes. Las lagunas son ricas en peces, moluscos, tortugas y otra fauna marina.

### Clima
Pohnpei pertenece a la zona climática de la selva tropical (Köppen: Af). Es uno de los lugares más húmedos de la Tierra con una precipitación media anual registrada de 4.775 mm en las ciudades de la costa y alrededor de 7.600 mm cada año en ciertos lugares montañosos.

## Demografía
La población del estado en 2010 era de aproximadamente 36.196. Si bien la mayoría de la población se considera de etnia ponapeana, Pohnpei tiene una mayor diversidad étnica que cualquier otra isla de los Estados Federados de Micronesia. Esto se debe en gran parte a más de un siglo de ocupación colonial extranjera, pues a la isla llegaron españoles, alemanes, japoneses, chamorros, filipinos, estadounidenses, australianos y otros europeos occidentales. Además, también influye el hecho de que en Pohnpei se localice Palikir, la capital del gobierno nacional, que emplea a cientos de personas de los otros tres estados de los EFM (Yap, Chuuk y Kosrae), todos ellos con distintos orígenes étnicos y culturales. La composición indígena también incluye las múltiples etnias regionales de las islas exteriores dentro del estado de Pohnpei, lo que da como resultado una mezcla de isleños del Pacífico de Australasia y, por lo tanto, convierte a la isla de Pohnpei en el crisol de los Estados Federados de Micronesia.

### Idiomas
El idioma ponapeño y sus dialectos son las lenguas indígenas de Pohnpei. El gobierno de los Estados Federados de Micronesia, además del inglés, también usa ponapeño como idioma oficial. En la misión católica se estudia español de modo opcional.

## División administrativa
Los municipios de la isla de Pohnpei son:
- Kitti, al suroeste. Incluye el atolón Ant.
- Kolonia, al norte
- Madolenihmw, al este
- Nett (isla principal, norte/centro, que anteriormente incluía la capital del estado, Kolonia, en la costa norte)
- Sokehs, al noroeste. También incluye el atolón Pakin y Palikir, la capital nacional.
- U, al noreste

## Transporte
El Aeropuerto Internacional de Pohnpei (código IATA PNI) está ubicado cerca de Kolonia, en una pequeña isla llamada Deketik, frente a la costa norte de la isla principal.